# Kościół św. Wacława w Radomiu
Kościół św. Wacława w Radomiu – wzniesiony w 1216, ufundowany przez księcia Leszka Białego. Wyposażony przez jego syna Bolesława Wstydliwego. W 1440 został rozbudowany i częściowo przebudowany w stylu gotyckim. Obiekt jest częścią szlaku turystycznego Zabytki Radomia.

## Historia
Wzniesiony pierwotnie z palonej cegły jako kościół parafialny dla parafii staroradomskiej. Zastąpił w tej funkcji dawniejszy Kościół św. Piotra. W trakcie badań archeologicznych ustalono, że najstarsza część kościoła – prezbiterium – została wzniesiona pod koniec XIII wieku. Możliwe jednak, że przed zbudowaniem ceglanego kościoła w jego pobliżu funkcjonował wcześniejsze drewniany kościół, na co może wskazywać pochówek z końca XII w. odkryty pod fundamentami prezbiterium. Nie natrafiono jednak na żadne ślady hipotetycznej drewnianej świątyni. Druga faza rozbudowy kościoła miała miejsce w połowie XV wieku.
W kościele mogło się pomieścić około 800 wiernych. W pobliżu głównego gmachu znajdowała się drewniana dzwonnica z sygnaturką, mieszcząca trzy dzwony. Na terenie przykościelnym znajdował się cmentarz. Przy kościele funkcjonowała, przynajmniej w latach 1688–1747 szkółka parafialna. Kościół w swej historii padał wielokrotnie ofiarą kradzieży. We wnętrzu kościoła w obrębie krypt odkryto szereg pochówków szkieletowych w trumnach z XVI–XVIII wieku.
W 1802 kościół św. Wacława zajęli Austriacy na magazyn wojskowy. W okresie Księstwa Warszawskiego był częściowo przebudowany (1809) i użytkowany nadal na cele magazynowe. Inne źródła podają, iż dopiero w 1809 został przekształcony w magazyn mąki przez proboszcza parafii noworadomskiej. Dalszej przebudowie uległ w połowie XIX wieku, kiedy został zamieniony przez władze rosyjskie na etapowe więzienie skąd wywożono zesłańców na Syberię. W latach 1922/1923 kościół był szpitalem epidemicznym, przeznaczonym dla chorych na tyfus podczas szalejącej wówczas w Radomiu epidemii tej choroby. W okresie międzywojennym (1930–1939) użytkowany był jako dom starców, następnie mieścił się w nim Oddział Psychiatryczny Szpitala Miejskiego.
Od 1978 ponownie pełni funkcję sakralną. W latach 1980–1986 został odrestaurowany według projektu architekta prof. Wiktora Zina. Poświęcenia dokonał w dniu 9 czerwca 1985 ks. biskup dr Edward Materski. W 1986 odbyły się uroczystości związane z peregrynacją relikwii Drzewa Krzyża, którym przewodniczył ks. bp Adam Odzimek. Od 1985 do 1992) kościół był kościołem filialnym parafii św. Jana Chrzciciela w Radomiu. W 1992 świątynia stała się kościołem parafialnym (lecz duchowni mieszkali na terenie plebanii kościoła farnego). W dniach 27/28 września 2000 odbywały się uroczystości związane z peregrynacją Figury Świętej Bożej Rodzicielki, którym przewodniczył ks. bp Adam Odzimek, zaś w dniach 26/27 kwietnia 2006 uroczystości związane z peregrynacją kopii Cudownego Obrazu Matki Bożej Częstochowskiej, którym przewodniczył ks. bp Stefan Siczek. W 2005 poświęcono popiersie papieża Jana Pawła II. Od 2007, za sprawą ks. Andrzeja Tuszyńskiego, prezesa SCM „Arka”, wykupiono dawny dom starców, na rzecz otwarcia nowej siedziby „Arki” oraz specjalnie uruchomionej Akademii SNS – kapłani zamieszkali przy Placu Stare Miasto 2. W tym samym roku poświęcono nową plebanię przy Placu Stare Miasto 2. Uroczystości przewodniczył ks. bp Zygmunt Zimowski.
W 2009 zmodernizowano wieżę oraz zamontowano na niej system nagłośnieniowy wraz z czterema dzwonami. Zainstalowano także iluminację kościoła. Dzwony wygrywają niemalże sto różnych, okazjonalnych melodii. Można je usłyszeć w następujących godzinach:
- Poniedziałek – sobota: 12:00, 16:30 (ewentualne śluby, pogrzeby)
- Niedziele i święta: 7:30, 9:30, 11:00, 16:30 (0:30 min przed każdą mszą), (ewentualnie pieśń wygrywana po każdej mszy lub okazyjnie np. procesja na Boże Ciało)

W 2010 miała miejsce peregrynacja relikwii Drzewa Krzyża i śluby zakonne braci ze zgromadzenia synów Maryi Niepokalanej.
W dniu 16 października 2011 roku do kościoła przybyły relikwie krwi św. Jana Pawła II. Prośbę o przekazanie relikwii dla świątyni pozytywnie rozpatrzył metropolita Krakowski, kard. Stanisław Dziwisz. Relikwiarz pozostanie w parafii na stałe.
15 maja 2013 roku z Florencji do parafii przybyły relikwie patrona miasta i diecezji, św. Kazimierza. Relikwie wprowadził biskup radomski Henryk Tomasik. Relikwie przekazał kardynał metropolita Florencji, kard. Giuseppe Betori.

## Galeria

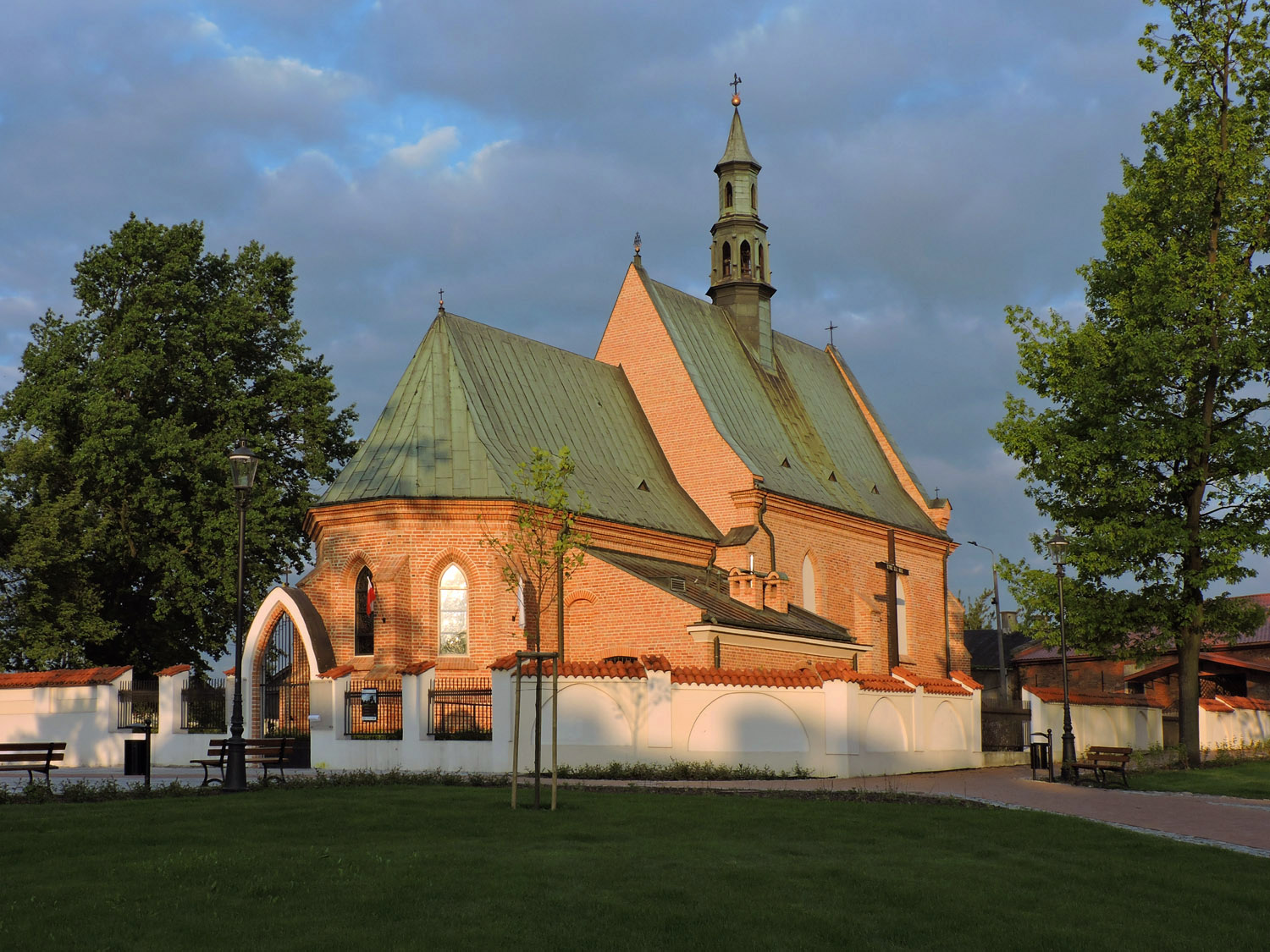
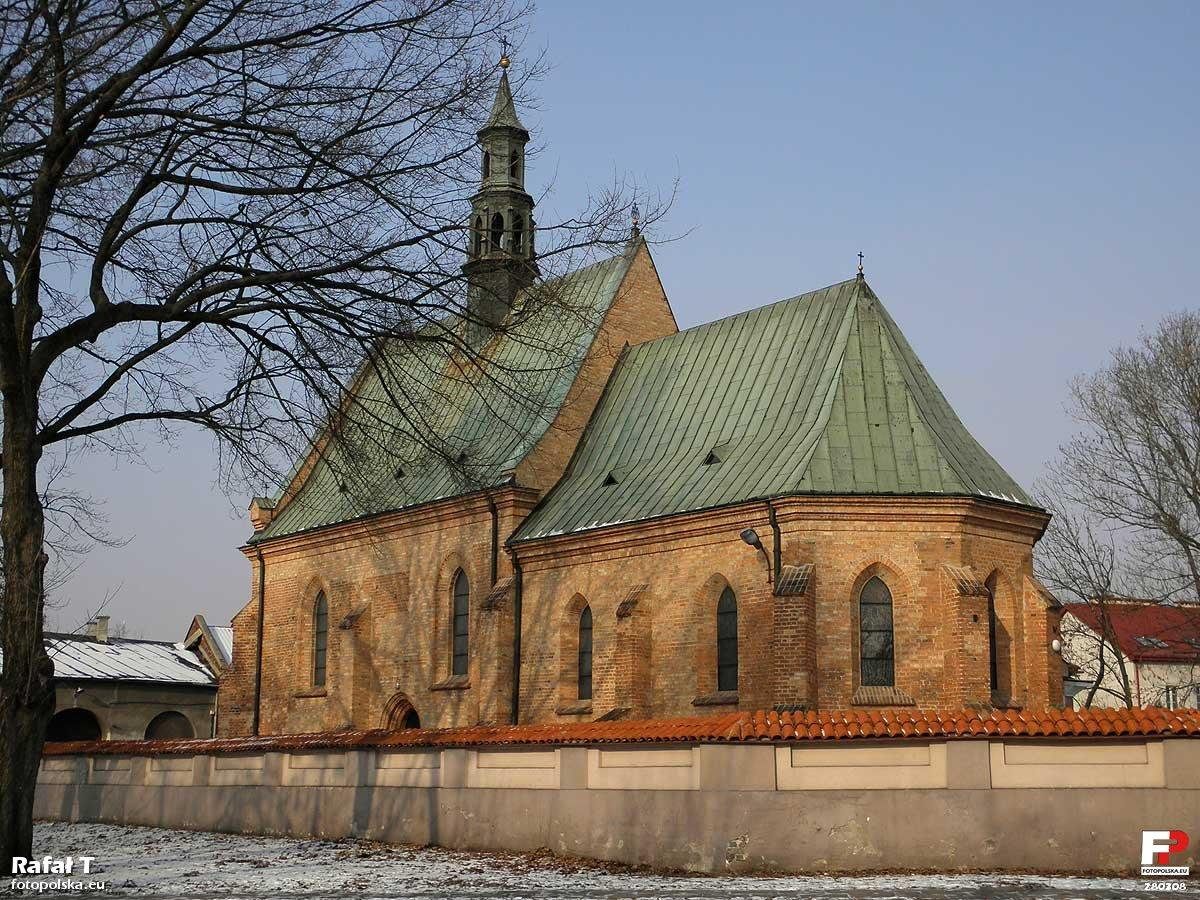
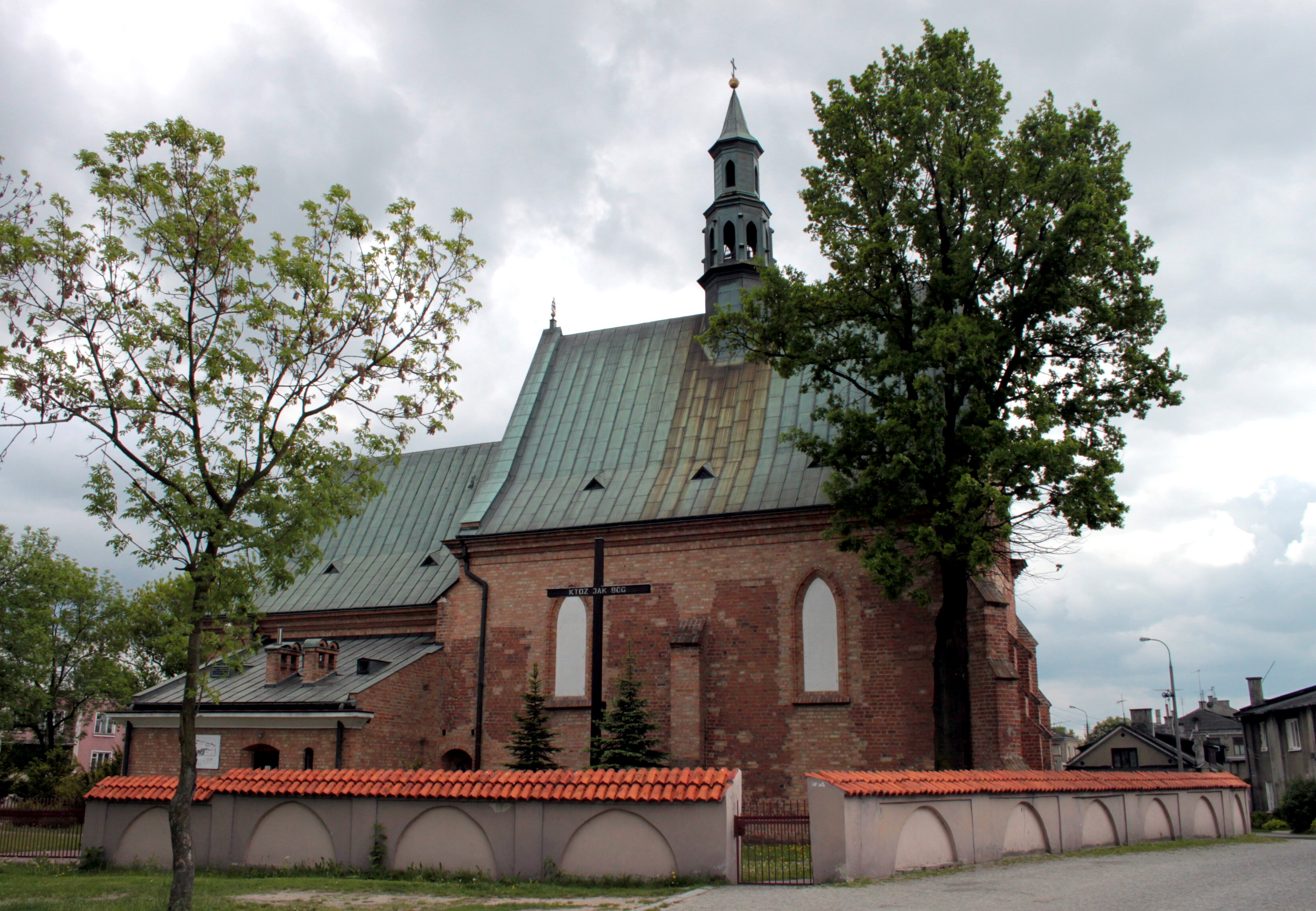
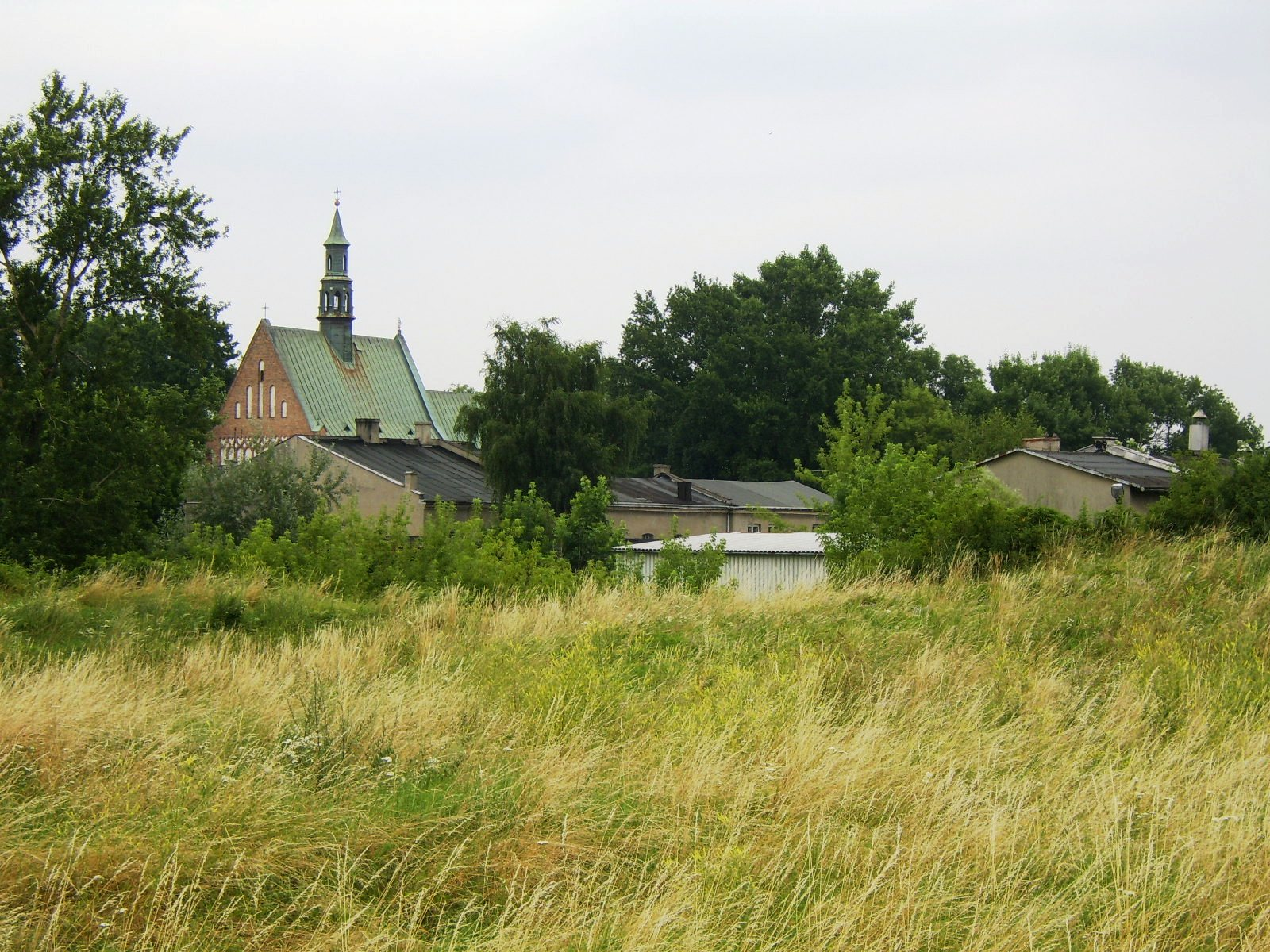
Widok na świątynię z grodziska Piotrówka
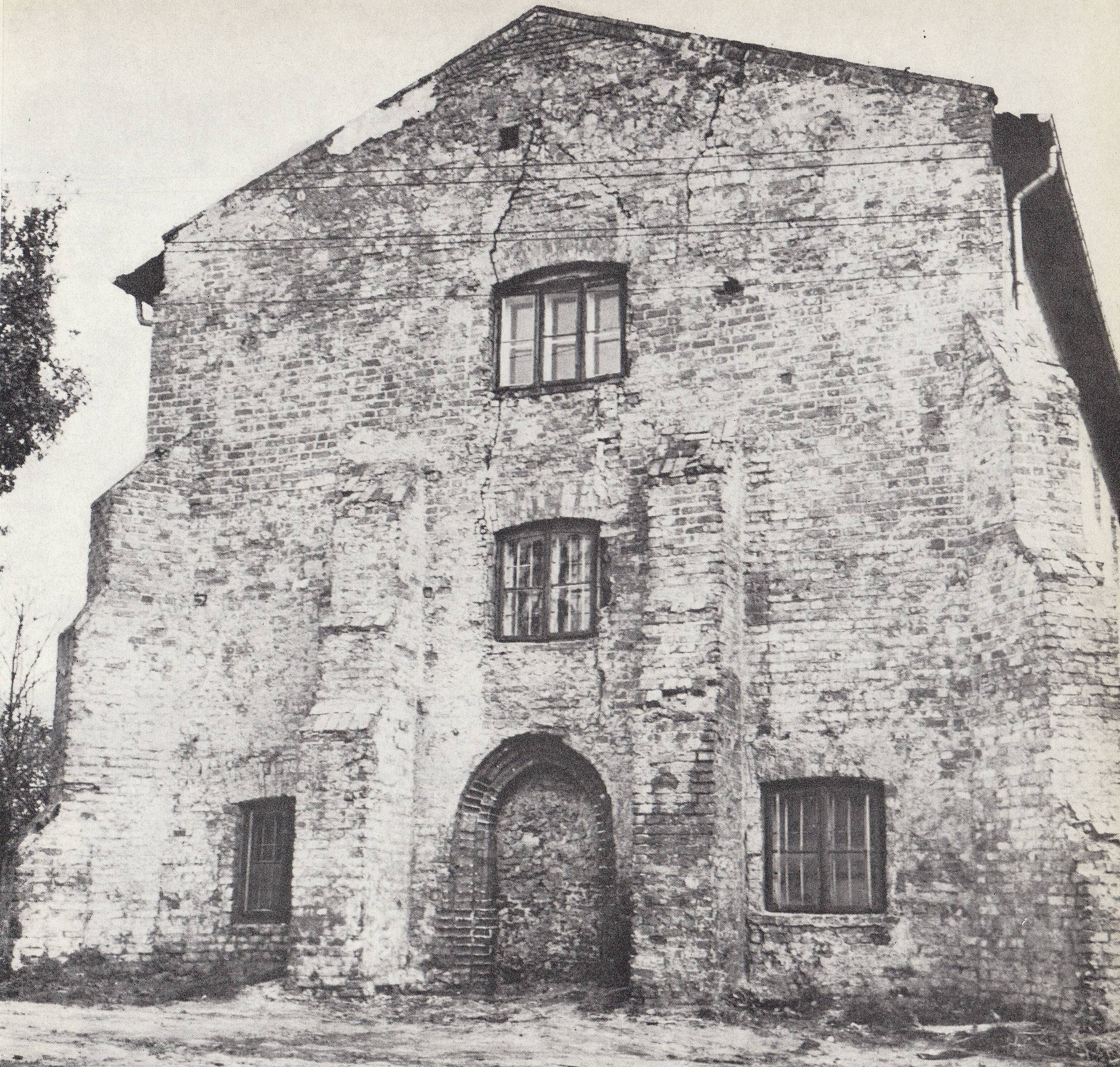
Kościół św. Wacława przed renowacją przywracającą mu funkcję sakralną
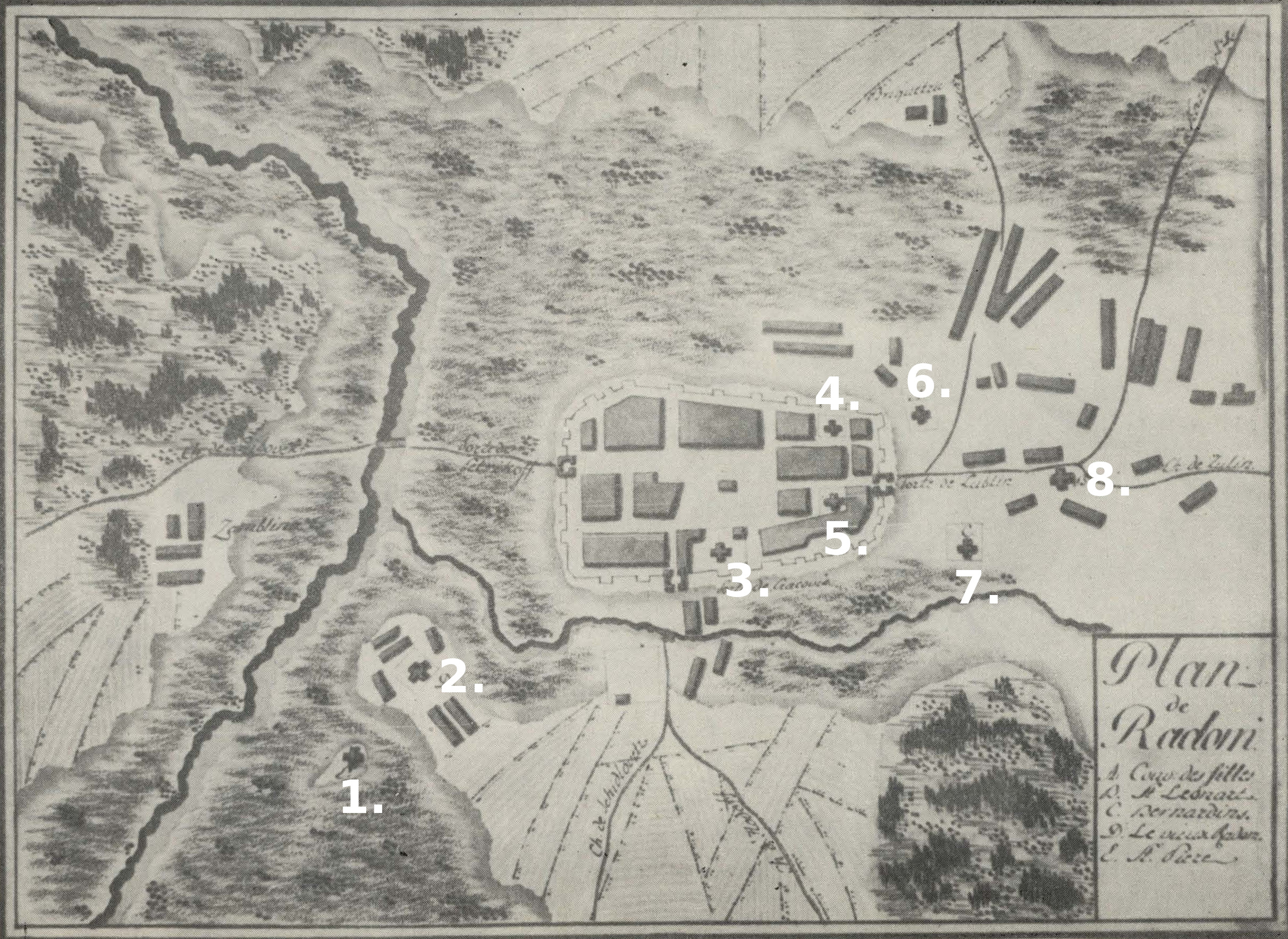
Kościół św. Wacława na planie Radomia z XVIII w. (oznaczony nr 2)